# Ideogorgia
Ideogorgia is een geslacht van neteldieren uit de klasse van de Anthozoa (bloemdieren).

## Soort
- Ideogorgia capensis (Simpson, 1910)